# Whang-od
Whang-od (ur. 17 lutego 1917) – filipińska tatuażystka. Pochodzi z plemienia Butbut zamieszkującego Luzon. Od wczesnej młodości zajmowała się tradycyjnym tatuażem, mającym pierwotnie funkcje obrzędowe. Zyskała znaczną popularność, twórczo reinterpretując przy tym własne rzemiosło. Utrwalona w krajowej i światowej kulturze, została odznaczona filipińskim Prezydenckim Medalem Zasługi (2024).

## Życiorys

### Pochodzenie i początki działalności
Whang-od pochodzi z plemienia Butbut będącego częścią ludu Kalinga. Urodziła się jako najstarsza z siedmiorga rodzeństwa. Zamieszkuje wioskę Buscalan w prowincji Kalinga, położonej w północno-środkowej części Luzonu. Wcześnie, bo już jako nastolatka zaczęła wdrażać się w tajniki tradycyjnej sztuki tatuażu. Pobierała nauki w tym względzie od swojego ojca, również cenionego tatuażysty. To on właśnie dostrzegł talent córki oraz pomógł jej w znalezieniu sobie miejsca w rzemiośle, które przez stulecia stanowiło wyłączną domenę mężczyzn. We wczesnych latach 30. XX wieku była dodatkowo uczennicą Whag-aya, tatuażysty z Ngibat. Ten doświadczony artysta wykonał również kilka tatuaży na ciele samej Whang. Ozdobił w ten sposób chociażby jej ramiona oraz szyję. Ciało Whang nosi zresztą ślady starannego treningu z okresu, w którym uczyła się swej profesji. Jako dwudziestolatka cieszyła się już opinią wykwalifikowanej rzemieślniczki. Była ceniona zwłaszcza za swoje umiejętności techniczne oraz za subtelność i delikatność.

### Dalsza aktywność
Pod koniec II wojny światowej zaczęła często podróżować. Już wcześniej zresztą otrzymywała zaproszenia od mieszkańców okolicznych wiosek, pragnących nosić właśnie tatuaż wykonany jej ręką. Regularnie wizyty w najróżniejszych miejscach regionu, a później również i w okolicznych prowincjach przyczyniły się do wyraźnego wzrostu jej popularności. Wzmagała się ona również i później. W latach 60., 70. i 80. Whang umiejętnie łączyła tradycyjne, geometryczne wzory z tymi o bardziej zindywidualizowanym charakterze. Wpisywała się przy tym w kreatywną reinterpretację tatuaży przez młodszych członków swego plemienia. Jednocześnie w pewnej mierze sama kształtowała ten proces.
Na przestrzeni dekad wynagradzana bywała na wiele sposobów. Nierzadko otrzymywała zapłatę w naturze, dostając ryż czy świnię. Czasem wręczano jej w zamian wartościowe części garderoby, takie jak koszule czy przepaski na biodra. Niekiedy wreszcie zainteresowany płacił za usługę własną pracą, pomagając rodzinie Whang w zasiewie ich pól, a także podczas żniw. Przez większość życia źródłem jej utrzymania była przede wszystkim praca na roli. Dopiero postępująca komercjalizacja wykonywanych przez nią tatuaży, zjawisko, do którego Whang się w znacznym stopniu przyczyniła, jak również zaawansowany wiek, skłoniły ją do skupienia się na artystycznym rzemiośle. Ewolucja tradycyjnych plemiennych tradycji tatuatorskich jest nierozerwalnie powiązana z prężnym rozwojem turystyki w regionie. Pozwoliła ona przy tym na powstanie hybrydowej wersji plemiennych tatuaży, odartej całkowicie z funkcji obrzędowej i przeznaczonej wyłącznie na swego rodzaju kulturalny eksport. Noszą one nazwę emben a whatok (wymyślone tatuaże), w odróżnieniu od whatok sa awi (tatuaży z przeszłości).
W późnej starości Whang zaprzestała zresztą zupełnie wykonywania dawnych, skomplikowanych wzorów. Ich sporządzenie pozostawia swym uczennicom. Sama ogranicza się jedynie do wytatuowania na skórze trzech kropek, swoistego podpisu. Służyć ma on także jako symbol oraz dowód na autentyczność tatuażu.
Mimo okresowego spadku zainteresowania tradycyjną funkcją tatuaży w plemieniu Butbut czy też w ogóle wśród ludu Kalinga w wielu wioskach regionu wciąż odnaleźć można tatuażystów. Są to z reguły osoby starsze, zamieszkujące szczególnie miejsca w jakiś sposób łączone z tradycyjną, wysoce zrytualizowaną sztuką wojenną. Pośród nich Whang uznawana jest za jedną z najbardziej sprawnych i najbardziej kompetentnych artystek.

## Tradycyjny kontekst społeczno-kulturowy
Sztuka tradycyjnego tatuażu, której Whang poświęciła niemal całe życie, była pierwotnie wiązana przede wszystkim z rytualnym życiem społeczności. Podczas tatuowania artysta zazwyczaj śpiewał tak zwane ullalim (historie o bohaterach). Zlanie się w jedno bolesnego procesu tatuowania, śpiewu oraz treści opowiadanej historii miało pomóc tatuowanemu w nawiązaniu symbolicznego kontaktu z przodkami. Miało ten ukazywać fundamentalną jedność ciała, umysłu i ducha ludzkiego. Ullalim wykorzystywane przez Whang dotyczyło pochodzącego z Lubo mitycznego bohatera imieniem Banna. Przebywał on pod postacią pytona długą drogę poprzez góry i rzeki tylko po to, by ujrzeć piękną Lagkunawę z Tinglayan. Najpiękniejszym darem herosa dla jego ukochanej miały być pytonie łuski, w magiczny sposób osadzone na nogach kobiety. Obrzędowy śpiew ma mieć moc przywołania Banny, który objawia się w tym kontekście jako dające obronę oraz schronienie bóstwo.
Do podłoża obrzędowego tradycyjnej sztuki tatuażu zaliczały się praktyki o podłożu magicznym takie jak łowienie głów. Związek między tatuażem, a osobą, na której skórze został on wykonany, był bardzo głęboki. Tatuaż przekraczać miał barierę fizycznej egzystencji oraz pozostawać ze swym właścicielem nawet w zaświatach. Jednocześnie tatuaż miał być sposobem na utrwalenie istotnych doświadczeń życiowych. Ciało samej Whang, konkretnie zaś jej ramiona, noszą zresztą na sobie tajemne znaki pozostawione przez jej dawnych kochanków.
Tatuaż jako końcowy produkt specyficznej aktywności artystycznej miał nieco inne konotacje w zależności od płci. Należący do plemienia mężczyźni uzyskiwali prawo do tatuażu dopiero gdy zabili wroga, udowadniając tym samym swą zdolność do obrony grupy. Później pojawiające się na ich ciele wzory miały tym samym pełnić funkcję ochronną, zapewniając wojownikom bezpieczeństwo w lokalnych konfliktach. Wskazywano też, iż w pewnym sensie były odpowiednikiem współczesnych odznaczeń za dzielność w boju. Kobiece tatuaże z kolei łączono głównie z plemiennym kanonem piękna, a także z płodnością. Tatuowani przez Whang starsi plemienia zapewniali zresztą o istnieniu kobiet, które zaszły w ciążę właśnie po otrzymaniu tatuażu z jej rąk.

## Narzędzia oraz technika pracy
Zazwyczaj przed przystąpieniem do pracy Whang wykonywała próbne uderzenie. Sprawdzała w ten sposób, czy krew potencjalnego tatuowanego jest dobra, innymi słowy czy spełnia przepisane tradycją wymogi. Jeśli jej barwa była ciemnoczerwona, a sam wyciek minimalny, rozpoczynało się tatuowanie. Jeśli jednak zainteresowany kichnął, Whang wstrzymywała się, a sama sesja była przekładana. W wierzeniach ludu Kalinga kichnięcie uznaje się bowiem za zły znak, wskazujący na rychłą śmierć członka rodziny. Celem wspomnianej próby krwi było nie tylko swoiste wybadanie sytuacji. Kształt kropelek krwi ma mieć także związek ze stanem zdrowia tatuowanych.
W swojej pracy, także w obecnej, raczej szczątkowej formie wykorzystuje gisi. Jest to niewielki kijek zakończony kolcem kalamondina. Za pomocą tego narzędzia wprowadza tusz pod skórę. Sam tusz składa się natomiast z mieszanki sadzy, wody oraz zgniecionych słodkich ziemniaków. Inne źródła do listy jego składników dodają także między innymi węgiel i sok z trzciny cukrowej. Wzór Whang nanosi na skórę przy użyciu źdźbła trawy. Kolejnym kijkiem, tak zwanym pat-ik, delikatnie uderza wspomniane już gisi, wykonując między 90 a 120 uderzeń na minutę. W ten sposób powstaje tatuaż. Metoda ta jest wyjątkowo bolesna, przynajmniej w porównaniu z technikami powszechnie wykorzystywanymi współcześnie.

## Życie prywatne oraz uczniowie
Whang nigdy nie założyła rodziny. W młodości przez jakiś czas związana była z Ang-Batangiem, jednym z wytatuowanych przez nią wojowników. Społeczność plemienna nie pozwoliła jednak na zawarcie przez nich związku małżeńskiego. Uznano bowiem, że rodowód mężczyzny nie jest wystarczająco czysty. Ostatecznie Ang-Batang poślubił Hogkajon, najlepszą przyjaciółkę swojej ukochanej. Zginął w wypadku przy wyrębie lasu w 1942.
Posiadaną przez siebie rozległą wiedzę, Whang, zgodnie z przyjętym zwyczajem, przekazała swoim krewnym. W 2017 wśród jej uczennic wymieniano blisko sześćdziesięcioletnią Kalinę Suyam oraz znacznie młodsze Grace Palical i Ilyang Wigan. Inne źródło zawierało imię jeszcze jednej uczącej się od Whang kobiety, niejakiej Reynalyn.

## Ordery, nagrody i wyróżnienia
Za swoją działalność była wielokrotnie nagradzana i wyróżniana. W 2017 otrzymała The Outstanding Filipino Tofil Award, przyznawaną przez Ansa Foundation. W tym samym roku wyróżniono ją jeszcze kolejno Bantayog Award oraz Outstanding Community Leadership Award. W 2018 została uhonorowana Dangal ng Haraya. Nagroda ta przyznawana jest przez państwową National Commission for Culture and the Arts of the Philippines.
W 2022 uhonorowano ją Hiyas Award for Indigenous Art. W 2023 pojawiła się na okładce filipińskiej edycji magazynu Vogue. Rok później prezydent Bongbong Marcos odznaczył ją Prezydenckim Medalem Zasługi. Pojawiały się wezwania do przyznania jej Orderu Narodowego Artysty Filipin, mimo tego, że jego statut nie uznaje tatuażu za sztukę. Od 2015 rozmaici politycy wysuwali natomiast postulat uznania Whang za Narodowy Skarb Filipin. Tytuł ten jest równoważny Orderowi Narodowego Artysty. Łączy się też z jednoczesnym wręczeniem artyście nagrody Gawad sa Manlilikha ng Bayan.

## Wizerunek oraz miejsce w kulturze
Whang-od zapisała się na trwale zarówno w filipińskiej, jak i światowej kulturze. Jej szeroka rozpoznawalność sięga ostatnich lat XX stulecia. Przez liczne źródła określana jest mianem ostatniej tradycyjnej tatuażystki swego ludu. W oczywisty sposób mija się to z prawdą. Takie podejście, obecne zwłaszcza w mediach oraz publikacjach zachodnich, krytykuje się za reprodukowanie narracji o znikających kulturach prymitywnych. Dodaje się również, że powielanie takiego stereotypu odbiera podmiotowość oraz sprawczość tak samej Whang, jak i ludowi Kalinga, którego ta jest wreszcie częścią.
Popularność Whang jednak jednoznacznie wynika ze źródeł. Jej twarz pojawia się na licznych plakatach i pocztówkach. Zarówno sama Whang, jak i jej rodzinna wioska są bohaterami przynajmniej kilku zachodnich filmów dokumentalnych. Można wśród nich wymienić Tattoo Hunter: Kalinga of the Philippines (2007). Został on wyprodukowany dla kanału Discovery we współpracy z antropologiem Larsem Krutakiem. Badacz ten w 2010 opublikował ponadto obszerną pracę poświęconą nie tylko samej Whang, ale również tatuażom powstającym w jej rodzinnym regionie. Drugi wymieniany w literaturze dokument zachodni to natomiast The Last Kalinga Tattoo Artist (2016), stworzony przez Philippa Abrescha. Działalnością tatuażystki zajmowali się też dokumentaliści wywodzący się z Filipin. Opowiada o niej zatem chociażby Ang Babae sa Likod ng Mambabatok (2012) w reżyserii Lauren Faustino.